# Coche médico

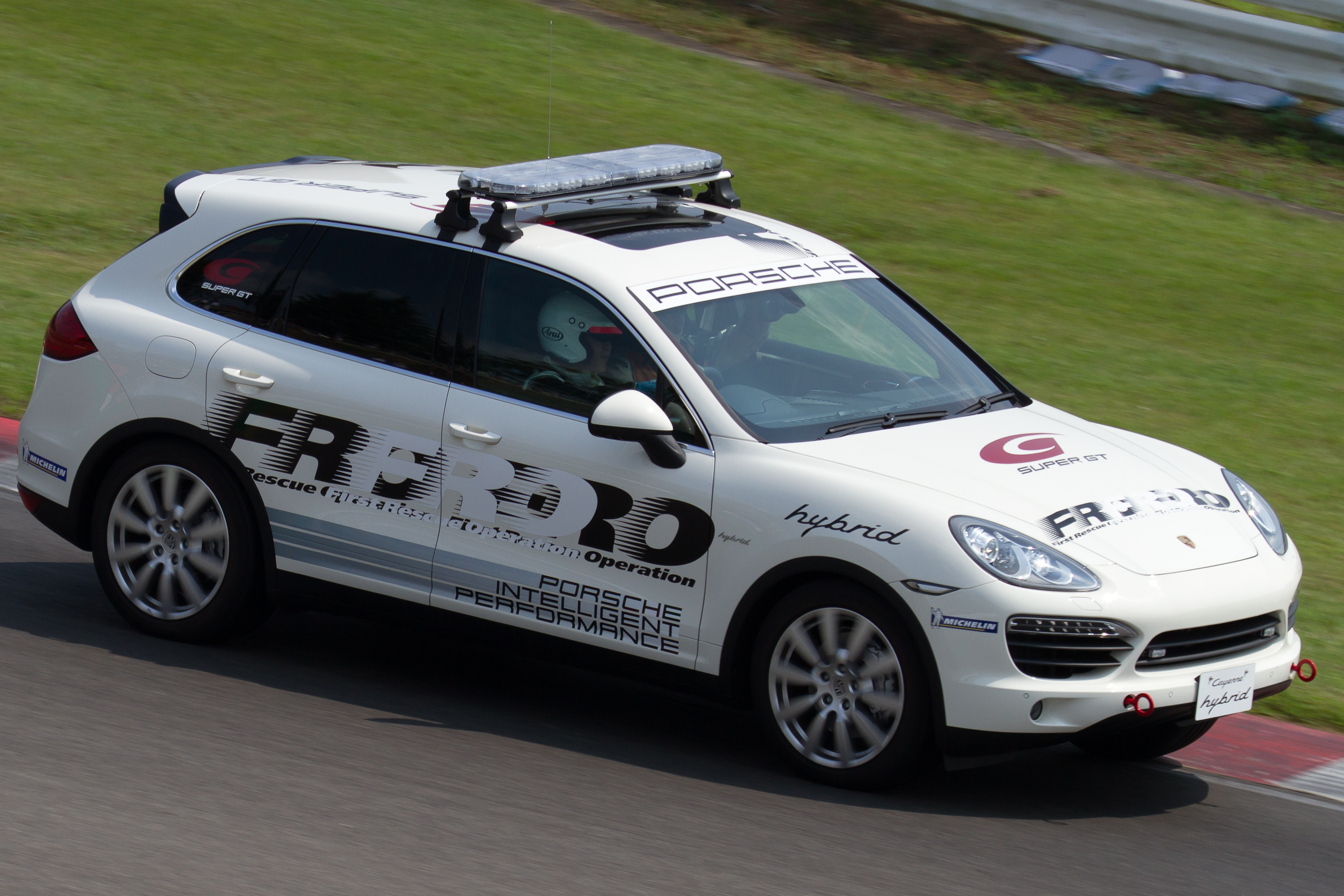
Coche médico del Super GT Japonés.

El coche médico es el vehículo que se utiliza en el automovilismo para situaciones de emergencia durante las carreras. Está considerado como "la ambulancia más rápida del mundo", sigue a los bólidos en la salida de las carreras (parte desde el final de la parrilla y luego se detiene en boxes). En caso de accidente, los médicos pueden llegar al lugar lo más rápido posible.
El pequeño tamaño del vehículo en comparación con el de una ambulancia y su mayor rendimiento (a menudo comparable a los vehículos que compiten) permiten una gran velocidad de intervención; el coche médico puede seguir a los competidores durante toda o parte de la competición, permaneciendo en todo caso en espera, listo para intervenir.
A bordo del coche, hay un médico junto al piloto y cuenta con material sanitario para realizar primeros auxilios y para tratar los traumatismos que pueda sufrir un participante.

## Fórmula 1

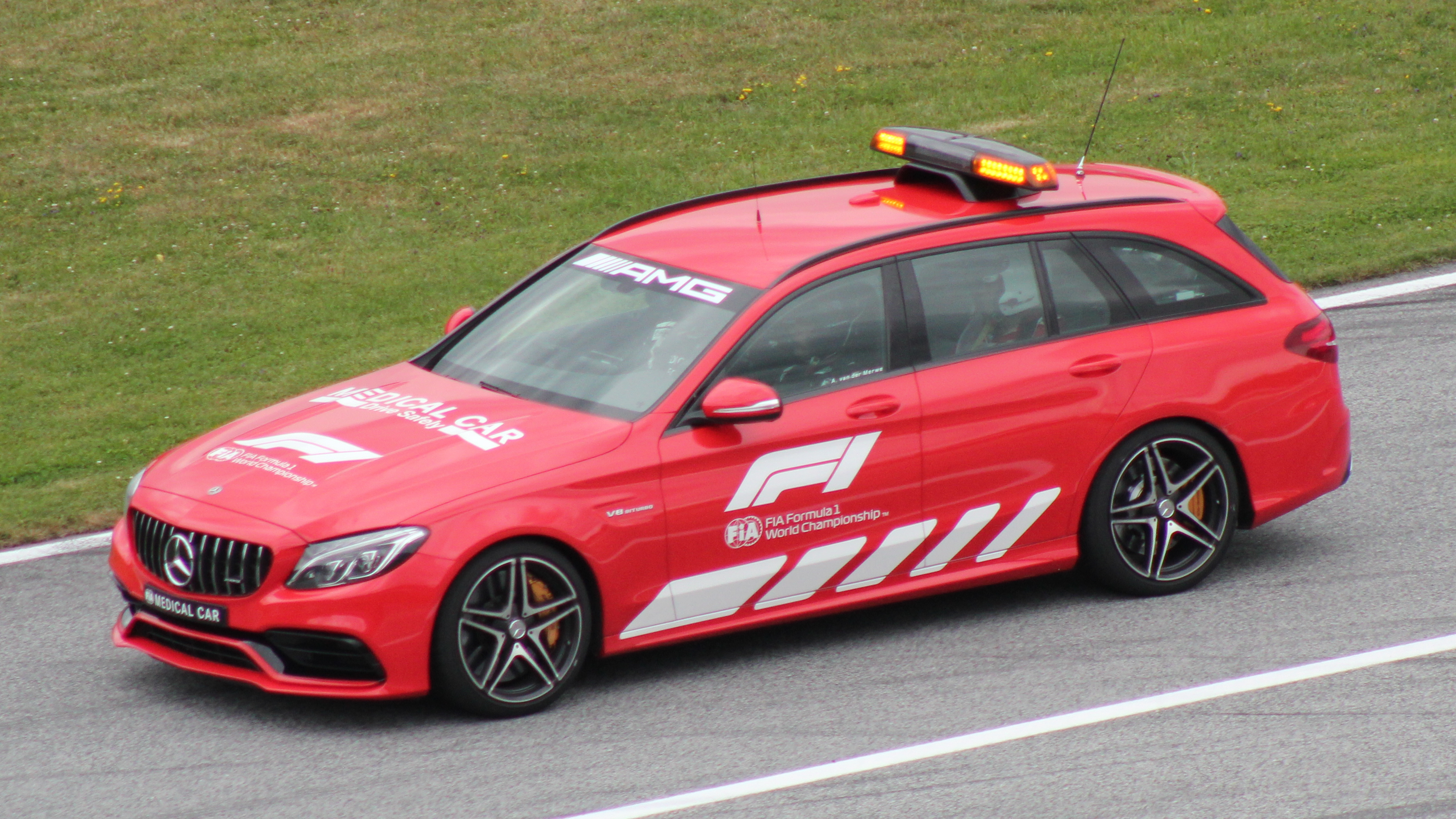
Coche médico de Fórmula 1 del año 2021.

Fue introducido en 1984 por Domingos Piedade, periodista portugués y exvicepresidente de AMG-Mercedes. Presentó el coche médico en el Gran Premio de Portugal en la competición cuya meta era la de brindar servicios médicos más rápidos.
El coche está equipado con una barra de luz en el techo, balizas en los faros y linternas y, en el maletero, lleva equipo de emergencia. También hay un sistema de radio.
Al igual que el auto de seguridad, el garaje del coche médico suele estar al principio del pit lane (en algunas pistas de carreras, al final), donde los mecánicos de Mercedes-Benz están disponibles para ayudarlo cuando sea necesario.
De 1999 a 2000, el coche médico fue conducido por el piloto brasileño Alex Ribeiro.
De 2000 a 2008, este puesto fue ocupado por el piloto francés Jacques Tropenat. Debido a problemas médicos, Tropenat tuvo que dejar este puesto, con el campeonato de 2008 todavía en marcha. Así, en las últimas cuatro pruebas del campeonato 2008, este puesto lo ocupó Alexander Wurz y Sébastien Buemi.
Desde 2009, con la marcha de Jacques Tropenat, el sudafricano Alan van der Merwe es quien conduce el vehículo.
Además del piloto, el vehículo está ocupado por tres médicos, uno de ellos el inglés Ian Roberts, coordinador médico de rescate de la Federación Internacional del Automóvil.

### Modelos de coches
En 1999, Mercedes-Benz firmó un contrato para abastecer exclusivamente la demanda de vehículos médicos.
| Introducción | Modelo                                                         |
| ------------ | -------------------------------------------------------------- |
| 1996         | Mercedes-Benz C 36 AMG (W 202)                                 |
| 1997         | Mercedes-Benz C 36 AMG (W 202); Mercedes-Benz E 60 AMG (W 210) |
| 1998         | Mercedes-Benz C 55 AMG Estate (S 202)                          |
| 2001         | Mercedes-Benz C 32 AMG Estate (S 203)                          |
| 2004         | Mercedes-Benz C 55 AMG Estate (S 203)                          |
| 2008         | Mercedes-Benz C 63 AMG Estate (S 204)                          |